# Doftmussling
Doftmussling (Lentinus suavissimus) är en svampart som beskrevs av Fr. 1836. Doftmussling ingår i släktet Lentinus och familjen Polyporaceae.  Arten är reproducerande i Sverige. Inga underarter finns listade i Catalogue of Life.

## Källor

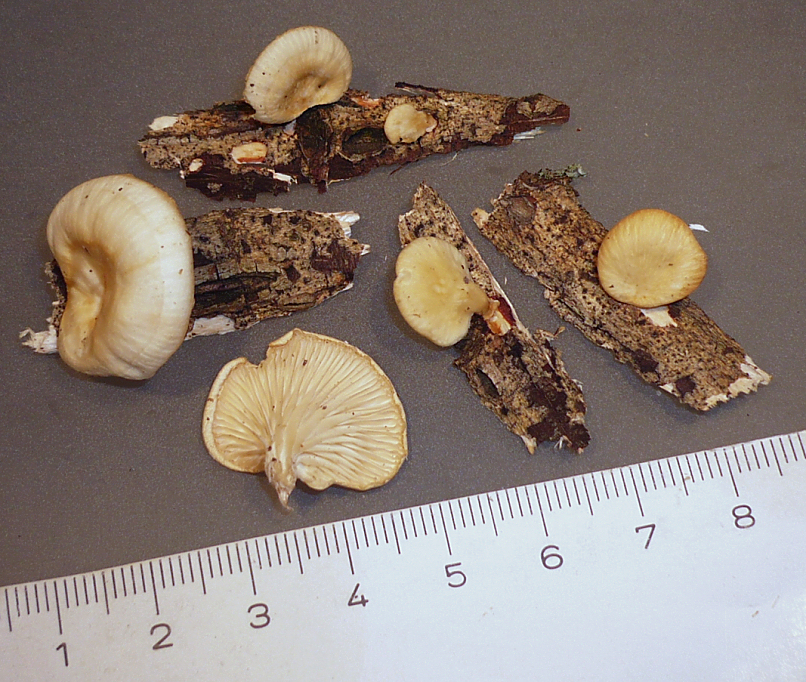
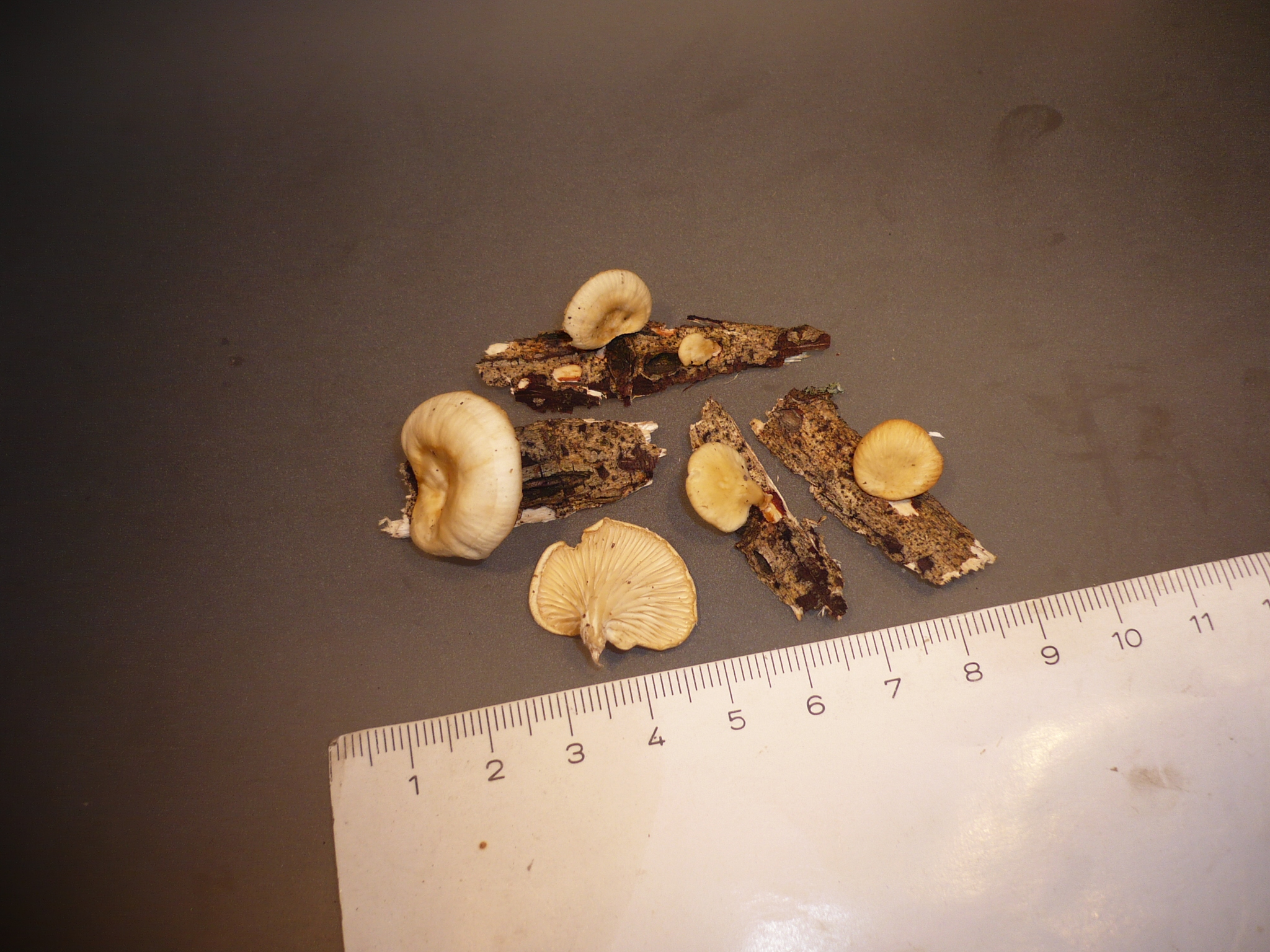